# 普罗维登斯 (阿拉巴马州)
普罗维登斯（英語：Providence）是美国阿拉巴马州下属的一座城市。面积约为1.75平方英里（约合4.52平方公里）。根据2010年美国人口普查，该市有人口223人，人口密度为127.79/平方英里（约合49.34/平方公里）。